# Thomas Weld
Pour les articles homonymes, voir Weld.
Thomas Weld, né le 22 janvier 1773 à Londres et mort le 10 avril 1837 à Rome, est un cardinal britannique issu de la gentry terrienne du Dorset. 

## Biographie
D'ascendance noble, catholique et jacobite, Weld manifeste sa générosité pour les prêtres français émigrés en les accueillant dans ses propriétés.  
Veuf de Lucy née Clifford en 1815 et père d'une fille, il commence en 1818 des études pour devenir prêtre et est ordonné en 1821 à l'âge de 48 ans. 
Il est nommé évêque titulaire d'Amyclées (de) et coadjuteur du diocèse de Kingston au Canada en 1826, mais il ne vint jamais dans ce diocèse notamment en raison de la maladie de sa fille. Il refuse le diocèse et part pour Rome en 1830. Le pape Pie VIII le crée cardinal lors du consistoire du 15 mars 1830. Il participe au conclave de 1830-1831, lors duquel Grégoire XVI est élu pape.
Possessionné du château de Lulworth, dans le Dorset, il y reçoit d'août à octobre 1830 le Roi de France Charles X en exil et sa suite, avant leur départ pour Edimbourg.

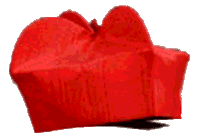
Barrette cardinalice
Blason du cardinal Weld